# Javokhir Sindarov
Javokhir Sindarov est un joueur d'échecs ouzbek né le 8 décembre 2005, grand maître international depuis 2019.
Au 1er novembre 2021, il est le quatrième joueur ouzbek et le 21e junior mondial (moins de vingt ans) avec un classement Elo de 2 587 points.
Le 9 mai 2025, il rejoint l'équipe d'esport Team Vitality[réf. nécessaire].

## Biographie et carrière
Sindarov a obtenu sa troisième norme de grand maître international en octobre 2018, à l'âge de 12 ans dix mois et cinq jours en remportant le tournoi de normes First Saturday d'octobre à Budapest.
Il finit dix-neuvième du championnat du monde d'échecs junior de septembre 2018.
Lors de la Coupe du monde d'échecs 2021, Sindarov bat l'Américain Andrew Tang au premier tour, le Français Alireza Firouzja au deuxième tour, le Péruvien Jorge Cori au troisième tour avant d'être battu au quatrième tour par le Polonais Kacper Piorun.
En mai 2025, il rejoint Team Vitality en tant que joueur professionnel, aux côtés de Maxime Vachier-Lagrave[réf. nécessaire].
| Année | Lieu   | Résultat       | Ultime adversaire | Adversaires battus                                         |
| ----- | ------ | -------------- | ----------------- | ---------------------------------------------------------- |
| 2021  | Sotchi | quatrième tour | Kacper Piorun     | Andrew Tang, Alireza Firouzja, Jorge Cori                  |
| 2023  | Bakou  | quatrième tour | Erigaisi Arjun    | Deng Cypriano Rehan, Markus Ragger, Maxime Vachier-Lagrave |